# Nati nel 2002/Ottobre
| Questa pagina contiene informazioni ricavate automaticamente dalle voci biografiche con l'ausilio del template Bio e di un bot. L'aggiornamento è periodico e automatico e ricostruisce completamente la pagina. Se manca una persona in questa lista, sei pregato di non aggiungerla, ma accertati piuttosto che la sua voce biografica contenga il template Bio e che i dati anagrafici siano correttamente compilati. Se il template Bio manca, inseriscilo tu stesso o, in alternativa, metti l'avviso {{tmp\|Bio}} che ne segnala la mancanza. Se i dati riportati sono sbagliati, correggi direttamente la voce biografica; le modifiche saranno visibili in questa lista entro pochi giorni. Per chiarimenti vedi il progetto biografie. La lista contiene solo le 164 persone che sono citate nell'enciclopedia e per le quali è stato implementato correttamente il template Bio. Pagina aggiornata al 10 ago 2025. |

- 1º ottobre - Alessandro Bianco, calciatore italiano
- 1º ottobre - Danila Chotulëv, calciatore russo
- 1º ottobre - Alper Demirol, calciatore svedese
- 1º ottobre - Sunusi Ibrahim, calciatore nigeriano
- 1º ottobre - Théo Le Bris, calciatore francese
- 1º ottobre - Camilo Mena, calciatore colombiano
- 1º ottobre - Vladyslav Veleten', calciatore ucraino
- 2 ottobre - Mateus Henrique Alves Silva, calciatore brasiliano
- 2 ottobre - D'Andre Bishop, calciatore antiguo-barbudano
- 2 ottobre - Veljko Mašulović, pallavolista serbo
- 2 ottobre - Jacob Sartorius, cantante statunitense
- 2 ottobre - Dalibor Svrčina, tennista ceco
- 2 ottobre - Wu Meng, sciatrice freestyle cinese
- 3 ottobre - Sheddy Barglan, calciatore sudanese
- 3 ottobre - Juan Camilo Castillo, calciatore colombiano
- 3 ottobre - Tiago Cravero, calciatore argentino
- 3 ottobre - JD Davison, cestista statunitense
- 3 ottobre - Matt Fallon, nuotatore statunitense
- 3 ottobre - Frederik Emil Olsen, taekwondoka svedese
- 3 ottobre - Maria Tomba, cantautrice italiana
- 4 ottobre - Hannes Amman, sciatore alpino tedesco
- 4 ottobre - Uroš Drezgić, calciatore serbo
- 4 ottobre - Gerard Fernández, calciatore spagnolo
- 4 ottobre - Lara Kipp, slittinista austriaca
- 4 ottobre - Milo Parker, attore britannico
- 4 ottobre - Aster Vranckx, calciatore belga
- 5 ottobre - Israel Abanikanda, giocatore di football americano statunitense
- 5 ottobre - Tameem Al-Abdullah, calciatore qatariota
- 5 ottobre - Catherine Reline Amanang'ole, mezzofondista e maratoneta keniota
- 5 ottobre - Hasrat Jafarov, lottatore azero
- 5 ottobre - Jesurun Rak-Sakyi, calciatore inglese
- 5 ottobre - Milan Vukotić, calciatore montenegrino
- 6 ottobre - Gianmarco Garofoli, ciclista su strada italiano
- 6 ottobre - Denso Kasius, calciatore olandese
- 6 ottobre - Aziz Kayondo, calciatore ugandese
- 6 ottobre - Jonathan Kuminga, cestista della Repubblica Democratica del Congo
- 6 ottobre - Rio Mangini, attore, musicista e compositore statunitense
- 6 ottobre - Stav Nachmani, calciatore israeliano
- 6 ottobre - Cleopatra Stratan, cantante moldava
- 6 ottobre - Elizabeth Yu, attrice statunitense
- 7 ottobre - Joaquín Panichelli, calciatore argentino
- 8 ottobre - Antonio Djakovic, nuotatore svizzero
- 8 ottobre - Adonai Mitchell, giocatore di football americano statunitense
- 8 ottobre - Ole Theiler, ciclista su strada tedesco
- 8 ottobre - Brian Thomas Jr., giocatore di football americano statunitense
- 8 ottobre - Zheng Qinwen, tennista cinese
- 9 ottobre - Max Esterson, pilota automobilistico statunitense
- 9 ottobre - Jasmin Liechti, pistard e ciclista su strada svizzera
- 9 ottobre - Ben Shelton, tennista statunitense
- 10 ottobre - Lyall Cameron, calciatore scozzese
- 10 ottobre - Mattia Fabiano, doppiatore italiano
- 10 ottobre - Josh Giddey, cestista australiano
- 10 ottobre - Thomas Kuc, attore brasiliano
- 10 ottobre - Paul Nebel, calciatore tedesco
- 10 ottobre - James Trafford, calciatore inglese
- 11 ottobre - Carmen Arrufat, attrice spagnola
- 11 ottobre - Daniëlle de Jong, calciatrice olandese
- 12 ottobre - Iris Apatow, attrice statunitense
- 12 ottobre - William Eklund, hockeista su ghiaccio svedese
- 12 ottobre - Diego Gabriel Silva Rosa, calciatore brasiliano
- 12 ottobre - Alice Towers, ciclista su strada britannica
- 13 ottobre - Ibou Badji, cestista senegalese
- 13 ottobre - Martina Basile, ex ginnasta italiana
- 13 ottobre - Nick Martin, giocatore di football americano statunitense
- 13 ottobre - Oscar Onley, ciclista su strada britannico
- 13 ottobre - Maason Smith, giocatore di football americano statunitense
- 13 ottobre - Zhao Jie, martellista cinese
- 14 ottobre - Emeka Egbuka, giocatore di football americano statunitense
- 14 ottobre - Luis Engel, scacchista tedesco
- 14 ottobre - Charles Gamel Seigneur, sciatore alpino francese
- 14 ottobre - Daouda Guindo, calciatore maliano
- 14 ottobre - Kaishu Hirano, snowboarder giapponese
- 14 ottobre - Julio Luques, calciatore argentino
- 14 ottobre - Amarius Mims, giocatore di football americano statunitense
- 14 ottobre - Shari, cantautrice italiana
- 14 ottobre - Saly Sarr, triplista senegalese
- 14 ottobre - Eirik Hystad Solberg, sciatore alpino norvegese
- 15 ottobre - Ludovica Ciaschetti, attrice italiana
- 15 ottobre - Veldin Hodža, calciatore croato
- 15 ottobre - Oliver Kamdem, calciatore francese
- 15 ottobre - Kinga Kozak, calciatrice polacca
- 15 ottobre - William Junior Lecerf, ciclista su strada belga
- 15 ottobre - Wu Peng, arrampicatore cinese
- 16 ottobre - Hanna Bennison, calciatrice svedese
- 16 ottobre - Jule Brand, calciatrice tedesca
- 16 ottobre - Toni-Leigh Finnegan, calciatrice nordirlandese
- 16 ottobre - Yannick Kraag, cestista olandese
- 16 ottobre - Willy Kumado, calciatore ghanese
- 16 ottobre - Josh Matheny, nuotatore statunitense
- 16 ottobre - Nicolás Paz, calciatore argentino
- 16 ottobre - Madison Wolfe, attrice statunitense
- 17 ottobre - Maximilian Beier, calciatore tedesco
- 17 ottobre - Momo Cissé, calciatore guineano
- 17 ottobre - Guéla Doué, calciatore francese
- 17 ottobre - Patrick Eddy, ciclista su strada e pistard australiano
- 18 ottobre - Karen Ciaurro, attrice italiana
- 18 ottobre - Saúl Guarirapa, calciatore venezuelano
- 18 ottobre - James McAtee, calciatore inglese
- 19 ottobre - Lasso Coulibaly, calciatore ivoriano
- 19 ottobre - Katia Filippi, pattinatrice di short track italiana
- 20 ottobre - Justine Lamontagne, sciatrice alpina canadese
- 20 ottobre - Nail Omerović, calciatore bosniaco
- 20 ottobre - Yéremi Pino, calciatore spagnolo
- 21 ottobre - Chérif Camara, calciatore guineano
- 21 ottobre - Daniil Denisov, calciatore russo
- 21 ottobre - Takeru Kitazono, ginnasta giapponese
- 21 ottobre - Nahum Melvin-Lambert, calciatore santaluciano
- 22 ottobre - Thierno Barry, calciatore francese
- 22 ottobre - Gea Dall'Orto, attrice italiana
- 22 ottobre - TreVeyon Henderson, giocatore di football americano statunitense
- 22 ottobre - Johann Lepenant, calciatore francese
- 22 ottobre - Giulio Lombardi, schermidore italiano
- 22 ottobre - Ramón Martínez, calciatore spagnolo
- 23 ottobre - Elkan Baggott, calciatore indonesiano
- 23 ottobre - Ramón Cansinos, calciatore argentino
- 23 ottobre - Barrett Carter, giocatore di football americano statunitense
- 23 ottobre - Delphine Darbellay, sciatrice alpina svizzera
- 23 ottobre - Alberto Ginés López, arrampicatore spagnolo
- 23 ottobre - Constantin Grameni, calciatore rumeno
- 23 ottobre - Derrick Kakooza, calciatore ugandese
- 23 ottobre - Kaine Kesler-Hayden, calciatore inglese
- 23 ottobre - Lasha Odisharia, calciatore georgiano
- 23 ottobre - Julija Truškina, canoista bielorussa
- 24 ottobre - Ado, cantante giapponese
- 24 ottobre - Cole Bishop, giocatore di football americano statunitense
- 24 ottobre - Giovanni Frattini, giavellottista italiano
- 24 ottobre - Mayssa Guermoud, nuotatrice artistica francese
- 24 ottobre - Matías Lacava, calciatore venezuelano
- 24 ottobre - Al-Jezoli Nouh, calciatore sudanese
- 24 ottobre - Malcolm Viltard, calciatore francese
- 24 ottobre - Maia Weintraub, schermitrice statunitense
- 25 ottobre - Archange Bintsouka, calciatore congolese (Repubblica del Congo)
- 25 ottobre - Alessandro Marcandalli, calciatore italiano
- 25 ottobre - Marstein, rapper norvegese
- 25 ottobre - Johnny Sequoyah, attrice statunitense
- 25 ottobre - Dominic Sessa, attore statunitense
- 26 ottobre - Julian Dennison, attore neozelandese
- 26 ottobre - Santiago Franca, calciatore uruguaiano
- 26 ottobre - Emma Schweiger, attrice tedesca
- 26 ottobre - Zerfe Wondemagegn, siepista etiope
- 27 ottobre - Marcel Beifus, calciatore tedesco
- 27 ottobre - Nigel Lonwijk, calciatore olandese
- 28 ottobre - Olayinka Olajide, velocista nigeriana
- 28 ottobre - Reyne Smith, cestista australiano
- 28 ottobre - Santiago Toloza, calciatore argentino
- 28 ottobre - Lola Tung, attrice statunitense
- 29 ottobre - Doğan Alemdar, calciatore turco
- 29 ottobre - Auguste Aulnette, sciatore alpino francese
- 29 ottobre - Pavel Bittner, ciclista su strada e ciclocrossista ceco
- 29 ottobre - Jordan Bos, calciatore australiano
- 29 ottobre - Rodijs Mačoha, cestista lettone
- 29 ottobre - Jesús Rivas, calciatore messicano
- 29 ottobre - Ruel, cantautore australiano
- 30 ottobre - Ashton Gillotte, giocatore di football americano statunitense
- 30 ottobre - Audrey Gogniat, tiratrice a segno svizzera
- 30 ottobre - Cedric Gray, giocatore di football americano statunitense
- 30 ottobre - Grace McCallum, ginnasta statunitense
- 30 ottobre - Andy Verdoïa, pilota motociclistico francese
- 31 ottobre - Lucas Cepeda, calciatore cileno
- 31 ottobre - Ansu Fati, calciatore guineense
- 31 ottobre - Jakub Kałuziński, calciatore polacco
- 31 ottobre - Tyler Morton, calciatore inglese
- 31 ottobre - Ignacio Velázquez, calciatore uruguaiano
- 31 ottobre - Marten Winkler, calciatore tedesco